# مفطورة أنافية خنزيرية
مفطورة أنافية خنزيرية (بالإنجليزية: Mycoplasma hyorhinis)‏ هي نوع من البكتيريا، سلبية الغرام، تتبع المفطورة.